# Mesamphiagrion laterale
Mesamphiagrion laterale – gatunek ważki z rodziny łątkowatych (Coenagrionidae). Występuje w górach w północno-zachodniej części Ameryki Południowej – w Kordylierze Wschodniej w Kolumbii oraz w Cordillera de Mérida w zachodniej Wenezueli.